# Валеярд
Валеярд (англ. Valeyard) — персонаж британского научно-фантастического сериала «Доктор Кто», сыгранный Майклом Джейстоном. Мастер описал этого персонажа как слияние всех тёмных сторон Доктора между двенадцатым и последним воплощениями. В 23 сезоне сериала, который представляет собой одну длинную серию под названием «Суд над Повелителем времени», Валеярд появился в качестве обвинителя на суде Шестого Доктора, но истинная его цель — казнить обвиняемого, чтобы устранить свидетеля того, что жизнь на Земле будет уничтожена.

## Биография

### В сериале
Валеярд появляется во всех четырёх частях сезона 1986 года «Суд над Повелителем времени» — «Таинственная планета», «Деформация разума», «Террор вервоидов» и «Совершенный враг». В эпизоде 4 серии «Таинственная планета» утверждается, что слово «валеярд» на языке Повелителей времени означает «судебный обвинитель», хотя многие и признают, что данный термин сильно устарел, а его значение точно неизвестно.
Валеярд обвинял Доктора в «поведении, неподобающем Повелителю времени» и нарушении Первого закона времени (запрета на изменение истории). В качестве доказательств он продемонстрировал записи Матрицы, компьютерной сети, в которой хранятся все знания Повелителей времени (конкретно были указаны события, описанные в сериях «Таинственная планета» и «Деформация разума»), после чего Доктор повёл себя агрессивно, намеренно исказив имя Валеярда, чтобы оно стало напоминать оскорбления. Унять обвиняемого удалось только Инквизитору Галлифрея.
Однако никто не мог обнаружить то, что представленные улики были сфабрикованы: когда Доктора вырвали из его временной линии, он был дезориентирован, в результате чего Валеярд смог подкорректировать ему память, чтобы представить Повелителя времени в худшем свете. Так, в описании событий серии «Таинственная планета» отсутствовала сцена сделки между наёмником Сабаломом Глицем и роботом Дратро, а в серии «Деформация разума» всё было представлено так, будто эксперименты Кива по пересадке мозга, запрещённые Повелителями времени, продолжились и одной из подопытных стала Пери — Доктор под влиянием некой машины якобы предал свою спутницу, чтобы ей пересадили мозг Кива, тем самым убив её. На самом деле все эти записи были умело сфальсифицированы Валеярдом.
Когда Доктор представил в свою защиту утверждение того, что он не раз спасал Землю (события серии «Террор вервоидов»), то уже подозревал Валеярда в том, что тот намеренно искажает факты — но доказать это он не мог. В результате обвинитель обернул рассказ Доктора против него: всё было представлено так, что обвиняемый самолично уничтожил расу вервоидов (скрыв, однако, что они могли стать причиной исчезновения всей животной жизни на Земле), а значит повинен в геноциде.
В серии «Совершенный враг» в Матрице появляется Мастер. Он, вместе с Сабаломом Блицем и будущей спутницей Доктора Мелани Буш, обращается к Суду с опровержением слов Валеярда. Мастер раскрыл Доктору, что Валеярд фактически является самим Доктором — точнее слиянием всех тёмных сторон Повелителя времени, где-то между двенадцатым и последним воплощениями. В серии «Логополис» уже появлялся похожий персонаж — мифический «Наблюдатель», который якобы заполнил пробел между четвёртым и пятым воплощениями Доктора. В то же время в новелизации серии «Совершенный враг» Мастер использовал формулировку, несколько отличную от сериальной: «Валеярд является твоим предпоследним воплощением, Доктор, где-то между двенадцатой и тринадцатой регенерацией».
Также было раскрыто, что Валеярд действовал под покровительством Верховного Канцлера Повелителей времени с целью скрыть свою причастность к делу Раволокса, а предметом сделки Блица и Дратро была информация из Матрицы. Равалокс — это Земля в 2 000 000 г. н. э., которую Повелители времени переместили в пространстве и времени, убив таким образом каждого человека на ней. Чтобы Доктор не узнал об этом, они использовали Валеярда, чтобы казнить его, якобы по приговору суда. Вознаграждением Валеярда должна была стать энергия регенерации Доктора, что укрепило бы власть злодея. Тем не менее, Валеярд убил всех членов суда при помощи излучателя частиц.
Впоследствии Доктор вошёл в Матрицу и начал сражение с Валеярдом в вымышленном мире. Там он узнал от Инквизитора, что Пери в действительности жива и замужем за Ирканосом. Первоначально кажется, что и Мастер, и Валеярд оказались в ловушке в разрушающейся Матрице, но позже выяснилось, что Валеярд был замаскирован под Хранителя Матрицы.
В серии 2013 года «Имя Доктора» Великий разум раскрывает Доктору, что «Валеярд» — одно из имён Повелителя времени, под которыми он будет известен на исходе своей жизни.

### В других медиа

#### Романы
Валеярд также появляется в нескольких книгах-ответвлениях от сериала. В отличие от шоу в них Доктор знает, что у него есть потенциал превратиться в Валеярда, поэтому делает всё, чтобы этого не случилось. Тем не менее, в романе Крэйга Хинтона «Тысячелетняя процедура» (англ. Millennial Rites, из цикла Virgin Publishing Missing Adventure) Шестой Доктор поддаётся своей тёмной стороне под влиянием физической аномалии и вскоре перевоплощается в Валеярда, но, когда он попытался убить невинного ребёнка, совесть не позволила ему это сделать, в результате чего Повелитель времени смог побороть свою тёмную сторону.
Во время событий цикла New Adventures Седьмого Доктора мучает осознание того, что разум Валеярда всё ещё находится в его голове, вместе с воспоминаниями Шестого Доктора, в результате чего ТАРДИС попадает под влияние луча Рани. Вскоре образы шестого воплощения Доктора и Валеярда смешались в одно целое и Седьмой Доктор представляет себе, на что были бы похожи его другие пять инкарнаций — Доктора с Первого по Пятого — и блокирует себе доступ к любым воспоминаниям Шестого и, как следствие, Валеярда. Однако в «Комнате без дверей» он познаёт прощение и принимает все свои воплощения со всеми недостатками, тем самым избавившись от вины. которая бы привела к превращению его в Валеярда.
В романе Терренса Дикса «Восьмые Доктора» (англ. The Eight Doctors, из цикла BBC Books) Восьмой Доктор прибывает на суд над своим шестым воплощением и объявляет идею геноцида над вервоидами, происхождение которых не является естественным, абсурдной. Мастер ещё более уверен в своём утверждении, что Валеярд — «слияние всех тёмных сторон Доктора, где-то между его двенадцатым и тринадцатым воплощениями». Объединив эти сведения с информацией, полученной в ходе событий серии «Дилемма близнецов», они понимают, что Валеярд — это тринадцатое и последнее «нормальное» воплощение Доктора. Пока Шестой сражается с Валеярдом, Восьмой пытается при помощи Борусы принять меры, чтобы все узнали о том, каким образом Доктор стал Валеярдом. Тем не менее, так как Валеярд исчез, оба Доктора продолжили свои путешествия.
В романе Дэвида Э. Маккинти «Миссия непрактична» (англ. Mission: Impractical, из цикла Past Doctor Adventures) один из персонажей, мятежный Повелитель времени по имени Циммерман обращается к Шестому Доктору, случайно назвав его «Я», но потом поправляет себя, сказав «Вы». Автор подтвердил, что это тонкий намёк на то, что «Циммерман» — не более чем псевдоним Валеярда.
В романе Роберта Перри и Майка Такера «Матрица» Валеярд использует свои полномочия Хранителя, чтобы получить доступ к Тёмной Матрице, хранилищу всех тёмных намерений Повелителей времени, и отомстить Доктору. Он путешествует в Лондон 1888 года, где становится всемирно известным убийцей Джеком Потрошителем, а все его жертвы питают Тёмную Матрицу, которую Валеярд намерен использовать, чтобы существовать независимо от временной линии Доктора. Как только его план будет приведён в действие, мир превратится в антиутопический кошмар, а история будет испорчена навсегда. В качестве бонуса, Валеярд находит все 13 воплощений Доктора, превращает их в злое подобие их самих (особенно это заметно в случае Первого Доктора, который при побеге с Галлифрея убивает всех остальных Повелителей времени, Четвёртого, уничтожившего всех далеков как расу в момент, когда Даврос создаёт их, и Пятого, который излечил себя от отравления спектроксом при помощи молока летучей мыши, но оставил Пери умирать от того же токсина) и использует их злобу, чтобы оживить своих големов-подручных. Тем не менее, Седьмой Доктор смог избежать участи остальных воплощений, перенеся свои воспоминания в телепатическое поле ТАРДИС. После возвращения этих воспоминаний Доктор вступает в бой с Валеярдом (который теперь называет себя Риппером (то есть Потрошителем), так как под этим именем он более известен) в церкви, где находится ТАРДИС Риппера. Во время сражения злодей теряет контроль над Тёмной Матрицей и его убивает электрическим разрядом от повреждённой машины времени. После этого вся история вновь начинает идти по нормальному пути.
Покойный Крэйг Хинтон начал работу над романом «Защитник времени», в котором соединились каноны циклов New Adventures и Missing Adventures, а также рассказывалось подробнее о регенерации Шестого Доктора и о целях и происхождении Валеярда. Тем не менее, BBC Books отклонили текст романа, так как они на тот момент уже утвердили другой роман, «Спиральная отметина», в которой также подробно была описана регенерация Шестого Доктора. После смерти Хинтона работу над романом продолжил его друг, Крис Маккеон, и после того, как книга была написана, она была издана на средства British Heart Foundation.

#### Аудио-драмы
В аудио-драме «Он несерьёзно относится к ранам», выпущенной под лейблом Big Finish Productions, показана альтернативная линия времени, возникшая в результате поражения Доктора во время событий арки «Суд над Повелителем времени». Валеярд, которого вновь сыграл Майкл Джейстон, продолжил регулярно вмешиваться в пространство и время, результатом чего стало изменение его прошлого (точнее, прошлого Доктора), монополизация прав на путешествие во времени и получение контроля над Машиной Судного дня. Спутница Доктора Мэл Буш пытается найти его, чтобы убедиться, что в нём не осталось ничего от прежнего Доктора, и убить, но в итоге выясняет, что злодей стал жертвой собственных манипуляций со своим прошлым: он вмешался в судьбу Четвёртого Доктора, случайно убив его, а также попытавшись устроить гибель Додо Чаплет, спутницы Первого Доктора, он уничтожил планету, на которой оказалась не девушка, а сам Повелитель времени. В результате ТАРДИС отклоняет любые попытки Валеярда управлять ею и погружает его и Мэл в стазис, оставив лишь возможность общаться. Из-за нарушения Первого закона Повелителей времени они оба оказываются в ловушке, навсегда заблудившись в лабиринте временных линий.
В аудио-драме «Суд над Валеярдом» Повелители времени всё же смогли поймать Валеярда и устроили новый суд, но уже над ним. Мятежный Повелитель времени обратился к Шестому Доктору с просьбой стать его защитником, взамен пообещав рассказать о своём происхождении. Как выяснилось, он стал результатом экспериментов Тринадцатого Доктора, которые тот проводил на орбите планеты Эта Ро с целью сломать ограничение в количестве регенераций. Вскоре Валеярд сбегает в Матрицу, где готовит Доктору ловушку: он создаёт бомбу и маскирует её под «Чёрные свитки» — записи Тринадцатого Доктора. Тем не менее, Доктор видит, что образ его будущего воплощения на самом деле является Валеярдом, и распознаёт обман, но злодею снова удаётся сбежать. Возможно, что, несмотря на то, что сам рассказ оказался ложью, в определённые моменты Валеярд говорил правду.
В «Шестом Докторе: Последнее приключение» Валеярд предпринял попытку заразить ТАРДИС Доктора инопланетным разумом. План злодея завершился успехом и он получил контроль над телом Доктора и использовал негатив Повелителя времени, чтобы питать собственную личность. Однако остатки души Доктора в силах противостоять влиянию злодея: они помогают ТАРДИС перенестись в прошлое и подвергнуться опасной форме радиации. В результате тело Доктора освобождается от стороннего воздействия, а Валеярд оказывается заперт в Матрице.

#### Другое
В серии комиксов издательства IDW «Забытый» (автор сценария и художник Тони Ли) появляется персонаж, который называет себя «Валеярдом» и утверждает, что является Метакризисным Доктором. На самом же деле этот персонаж оказывается иллюзией, созданной паразитом в мозгу Десятого Доктора, когда тот заперт в матрице ТАРДИС.
В дополнении к игре Doctor Who — Adventures in Time and Space: The Roleplaying Game под названием The Time Traveller’s Companion подразумевается, что Валеярд не кто иной, как Наблюдатель (подобный тому, что появляется в серии «Логополис»), появившийся при регенерации Двенадцатого Доктора в Тринадцатого. Этот Наблюдатель, который, как полагают, обладает всеми пороками и недостатками Доктора, не пожелал иметь дело с Повелителями времени и сбежал в расширенную вселенную, чтобы судить Доктора.